# Karolina Sztokfisz
Karolina Sztokfisz (* 15. Februar 1989 in Zakopane) ist eine ehemalige polnische Snowboarderin. Sie startete in den Paralleldisziplinen und nahm an zwei Olympischen Winterspielen sowie fünf Snowboard-Weltmeisterschaften teil.

## Werdegang
Sztokfisz, die für den AZS Zakopane startete, nahm im März 2004 in Szczyrk erstmals am Europacup teil und errang dabei den achten Platz im Parallel-Riesenslalom. In der Saison 2004/05 holte sie vier Siege im Europacup und erreichte mit dem siebten Platz in der Parallelwertung ihr bestes Gesamtergebnis im Europacup. Zudem kam sie beim Europäischen Olympischen Winter-Jugendfestival 2005 in Monthey auf den 18. Platz im Snowboardcross. In der folgenden Saison gab sie am Kreischberg ihr Debüt im Snowboard-Weltcup, welches sie auf dem 49. Platz im Parallel-Riesenslalom beendete und errang bei den Juniorenweltmeisterschaften 2006 im Vivaldi Park den fünften Platz im Parallel-Riesenslalom. In der Saison 2006/07 belegte sie bei den Snowboard-Weltmeisterschaften 2007 in Arosa den 37. Platz im Parallel-Riesenslalom sowie den 33. Rang im Parallelslalom und holte bei den Juniorenweltmeisterschaften 2007 in Bad Gastein die Bronzemedaille im Parallel-Riesenslalom. Zudem fuhr sie dort auf den 31. Platz im Parallelslalom. Im folgenden Jahr kam sie bei den Juniorenweltmeisterschaften in Chiesa in Valmalenco auf den 31. Platz im Parallelslalom und auf den vierten Rang im Parallel-Riesenslalom. In der Saison 2008/09 gewann sie bei der Winter-Universiade 2009 in Harbin die Bronzemedaille im Parallel-Riesenslalom und belegte bei den Snowboard-Weltmeisterschaften 2009 in Gangwon den 17. Platz im Parallelslalom sowie den 15. Rang im Parallel-Riesenslalom. Bei den Juniorenweltmeisterschaften 2009 in Nagano wurde sie Siebte im Parallelslalom und Vierte im Parallel-Riesenslalom. 
In den folgenden Jahren errang Sztokfisz bei der Winter-Universiade 2011 in Erzurum den 12. Platz im Parallel-Riesenslalom und bei den Snowboard-Weltmeisterschaften 2013 im Stoneham den 43. Platz im Parallel-Riesenslalom sowie den 35. Platz im Parallelslalom. Bei der Winter-Universiade 2013 in Monte Bondone wurde sie Sechste im Parallel-Riesenslalom. In der Saison 2013/14 erreichte sie mit Platz 12 im Parallelslalom in Bad Gastein ihre beste Platzierung im Weltcup und zum Saisonende mit dem 26. Platz im Parallel-Weltcup ihr bestes Gesamtergebnis im Weltcup. Beim Saisonhöhepunkt, den Olympischen Winterspielen 2014 in Sotschi, belegte sie den 28. Platz im Parallel-Riesenslalom und den 25. Rang im Parallelslalom. In der folgenden Saison kam sie bei der Winter-Universiade 2015 in der Sierra Nevada auf den achten Platz im Parallel-Riesenslalom und bei den Snowboard-Weltmeisterschaften 2015 am Kreischberg auf den 35. Platz im sowie auf den 21. Rang im Parallelslalom. In der Saison 2016/17 holte sie im Parallelslalom in Scuol ihren fünften und damit letzten Sieg im Europacup und gewann bei der Winter-Universiade 2017 in Almaty im Parallelslalom sowie im Parallel-Riesenslalom jeweils die Bronzemedaille. Beim Saisonhöhepunkt, den Snowboard-Weltmeisterschaften 2017 in der Sierra Nevada, kam sie auf den 25. Platz im Parallel-Riesenslalom und auf den 24. Rang im Parallelslalom. In ihrer letzten aktiven Saison 2017/18 absolvierte sie in Winterberg ihren 73. und damit letzten Weltcup, welchen sie auf dem 17. Platz im Parallelslalom beendete und errang bei den Olympischen Winterspielen 2018 in Pyeongchang im Parallel-Riesenslalom den 29. Platz.
Bei polnischen Meisterschaften siegte Sztokfisz viermal im Parallelslalom (2007–2010) und zweimal im Parallel-Riesenslalom (2008, 2009).

## Teilnahmen an Weltmeisterschaften und Olympischen Winterspielen

### Olympische Winterspiele
- 2014 Sotschi: 25. Platz Parallelslalom, 28. Platz Parallel-Riesenslalom
- 2018 Pyeongchang: 29. Platz Parallel-Riesenslalom

### Snowboard-Weltmeisterschaften
- 2007 Arosa: 33. Platz Parallelslalom, 37. Platz Parallel-Riesenslalom
- 2009 Gangwon: 15. Platz Parallel-Riesenslalom, 17. Platz Parallelslalom
- 2013 Stoneham: 35. Platz Parallelslalom, 43. Platz Parallel-Riesenslalom
- 2015 Kreischberg: 21. Platz Parallelslalom, 35. Platz Parallel-Riesenslalom
- 2017 Sierra Nevada: 24. Platz Parallelslalom, 25. Platz Parallel-Riesenslalom

## Weltcup-Gesamtplatzierungen
| Saison  | Gesamt | Gesamt | Parallel | Parallel | Parallel-Riesenslalom | Parallel-Riesenslalom | Parallelslalom | Parallelslalom |
| Saison  | Punkte | Platz  | Punkte   | Platz    | Punkte                | Platz                 | Punkte         | Platz          |
| ------- | ------ | ------ | -------- | -------- | --------------------- | --------------------- | -------------- | -------------- |
| 2005/06 | 212    | 125.   | 212      | 48.      | -                     | -                     | -              | -              |
| 2006/07 | 260    | 101.   | 260      | 40.      | -                     | -                     | -              | -              |
| 2007/08 | 380    | 101.   | 380      | 41.      | -                     | -                     | -              | -              |
| 2008/09 | 354    | 107.   | 354      | 36.      | -                     | -                     | -              | -              |
| 2009/10 | 97     | 142.   | 97       | 48.      | -                     | -                     | -              | -              |
| 2011/12 | -      | -      | 47       | 50.      | -                     | -                     | -              | -              |
| 2012/13 | -      | -      | 380      | 33.      | 282                   | 30.                   | 140            | 31.            |
| 2013/14 | -      | -      | 507      | 26.      | 197                   | 25.                   | 310            | 25.            |
| 2014/15 | -      | -      | 285      | 37.      | 60                    | 45.                   | 225            | 32.            |
| 2016/17 | -      | -      | 173,7    | 39.      | 141,7                 | 38.                   | 32             | 41.            |
| 2017/18 | -      | -      | 416,5    | 38.      | 218                   | 40.                   | 198,5          | 29.            |